# Ruslan Lysenko
Ruslan Jurijovyč Lysenko (in ucraino Руслан Юрійович Лисенко?; Velyki Budky, 18 maggio 1976) è un ex biatleta ucraino.

## Biografia
In Coppa del Mondo ottenne il primo risultato di rilievo l'8 dicembre 1994 a Bad Gastein (44°) e il primo podio il 2 dicembre 1999 a Hochfilzen (2°).
In carriera prese parte a tre edizioni dei Giochi olimpici invernali, Nagano 1998 (30° nella sprint, 18° nella staffetta), Salt Lake City 2002 (53° nella sprint, 24° nell'individuale, 7° nella staffetta) e Torino 2006 (44° nella sprint, 41° nell'inseguimento, 18° nell'individuale, 7° nella staffetta), e a dieci dei Campionati mondiali (6° nell'individuale a Oslo/Lahti 2001 il miglior piazzamento).

## Palmarès

### Coppa del Mondo
- Miglior piazzamento in classifica generale: 35º nel 2000
- 2 podi (1 individuale, 1 a squadre[1]):
  - 2 secondi posti